# Церква святих верховних апостолів Петра і Павла (Мала Плавуча)
Церква святих верховних апостолів Петра і Павла в Малій Плавучі — парафія і храм греко-католицької громади Козлівського деканату Тернопільсько-Зборівської архієпархії Української греко-католицької церкви в селі Мала Плавуча Тернопільського району Тернопільської области.

## Історія церкви
Храм збудували у 1884 році. Парафія і храм належали до УГКЦ до 1946 року. З 1946 до 1990-х років парафія перебувала в підпорядкуванні РПЦ. Сам храм у період з 1946 до 1960 року також належав РПЦ.
У 1960 році державна влада закрила церкву та використовувала її як комору до 1990 року.
У 1999 році візитацію парафії здійснив владика Михаїл Колтун.
При церкві діють такі спільноти: братство Матері Божої Неустанної Помочі, «Матері в молитві», Марійська та Вівтарна дружини.

## Парохи
- о. Симеон Мушкевич,
- о. Михайло Бороданкевич (у другій половині XIX ст.),
- о. Олексій Пеленський (1905),
- о. Михайло Юхнович (1928—1944),
- о. Василь Новоринський (1944—1949),
- о. Миколай Шульгай (1951—1957),
- о. Ярослав Домінський (1957—1960),
- о. Федот Гончарук (1960—1982),
- о. Дмитро Борейко (1982—1988),
- о. Іван Цап'юк (1988—1990),
- о. Михайло Смачило (1991—1993),
- о. Олександр Лісецький (з 1993).